# Lloyd Shapley
Lloyd Stowell Shapley (Cambridge, Massachusetts, 1923. június 2. – Tucson, Arizona, 2016. március 12.) amerikai matematikus és közgazdász. A Kaliforniai Egyetem, Los Angeles (UCLA) professor emeritusa. Kutatási területe a matematikai közgazdaságtan és ezen belül a játékelmélet. 2012-ben Alvin E. Rothszal közösen neki ítélték oda a Közgazdasági Nobel-emlékdíjat a stabil elosztás elméletéről és a piactervezés gyakorlatáról szóló munkásságukért.

## Életpályája
Harlow Shapley csillagász egyik fia.

## Díjak, elismerések
- Bronzcsillag az amerikai hadseregben tett szolgálataiért (1944)
- Procter Fellow, Princetoni Egyetem (1951–1952)
- Tag, Econometric Society (1967)
- Tag, American Academy of Arts and Sciences (1974)
- Tag, National Academy of Sciences (1979)
- Neumann János elméleti díj (1981)
- Tiszteletbeli Ph.D., Hebrew University of Jerusalem (1986)
- Tag, INFORMS (Institute for Operations Research and the Management Sciences) (2002)
- Tag, American Economic Association (2007)
- Közgazdasági Nobel-emlékdíj (2012)

## Fontosabb publikációi
- A Value for n-person Games [1953], In Contributions to the Theory of Games volume II, H. W. Kuhn és A. W. Tucker (eds.).
- Stochastic Games [1953], Proceedings of National Academy of Science Vol. 39, pp. 1095–1100.
- A Method for Evaluating the Distribution of Power in a Committee System [1954] (Martin Shubikkal), American Political Science Review Vol. 48, pp. 787–792.
- College Admissions and the Stability of Marriage [1962] (David Gale-lel), The American Mathematical Monthly Vol. 69, pp. 9–15.
- Simple Games: An Outline of the Descriptive Theory [1962], Behavioral Science Vol. 7, pp. 59–66.
- On Balanced Sets and Cores [1967], Naval Research Logistics Quarterly Vol. 14, pp. 453–460.
- On Market Games [1969] (Martin Shubikkal), Journal of Economic Theory Vol. 1, pp. 9–25.
- Utility Comparison and the Theory of Games [1969], La Decision, pp. 251–263.
- Cores of Convex Games [1971] International Journal of Game Theory Vol. 1, pp. 11–26.
- The Assignment Game I: The Core [1971] (Martin Shubikkal), International Journal of Game Theory Vol. 1, pp. 111–130.
- Values of Non-Atomic Games [1974] (Robert Aumann-nal), Princeton University Press
- Mathematical Properties of the Banzhaf Power Index [1979] (Pradeep Dubey-val), Mathematics of Operations Research Vol. 4, pp. 99–132.
- Long-Term Competition – A Game-Theoretic Analysis [1994] (with Robert Aumann-nal), In Essays in Game Theory: In Honor of Michael Maschler Nimrod Megiddo (ed.), Springer-Verlag
- Potential Games [1996] (Dov Mondererrel), Games and Economic Behavior Vol. 14, pp. 124–143.
- On Authority Distributions in Organizations [2003] (X. Hu-val), Games and Economic Behavior Vol. 45, pp. 132–152, 153-170.